# Гаррі Фріц (тенісист)
Гаррі Фріц (англ. Harry Fritz; 19 лютого 1951 — 2 травня 2025) — американський тенісист.
Найвищим досягненням на турнірах Великого шолома було 2 коло в парному розряді.

## Фінали Гран-прі за кар'єру

### Одиночний розряд: 1 (0–1)
| Результат | W/L | Дата     | Турнір         | Покриття | Суперник     | Рахунок       |
| --------- | --- | -------- | -------------- | -------- | ------------ | ------------- |
| Поразка   | 0–1 | Бер 1980 | Лагос, Нігерія | Ґрунт    | Петер Фейгль | 2–6, 3–6, 2–6 |